# Parydra humilis
Parydra humilis är en tvåvingeart som beskrevs av Samuel Wendell Williston  1897. Parydra humilis ingår i släktet Parydra och familjen vattenflugor. Inga underarter finns listade i Catalogue of Life.